# Родолфо Лима
Родолфо Мануел Лопеш Лима е футболист от Кабо Верде, нападател на Вихрен.

## Биография
Роден е на 5 май 1980 г. Висок е 174 см и тежи 70 кг.
Лима е роден в Португалия, но е национал на Кабо Верде, тъй като от там са родом родителите му. От 2004 г. Родолфо Лима е основен играч в националния отбор на Кабо Верде. Започва да тренира футбол на 8-годишна възраст в малкия португалски клуб Спортинг Лоурел. Там минава през всички юношески формации и на 17 години е извикан в мъжкия отбор. С бързината си и скоростната техника прави впечатление и през 2002 г. подписва договор с елитния Алверка. За 2 години изиграва 52 мача и вкарва 15 гола. Добрата му игра не остава незабелязана от грандовете и през юни 2004 той подписва 3-годишен контракт с Бенфика Лисабон. До изтичането на договорът му, обаче така и не получава шанс за изява. И през трите години той е преотстъпван на други португалски тимове. През сезон 2004/2005 играе в Белененсеш, през 2005/2006 носи екипа на Жил Висенте, а през сезон 2006/2007 се подвизава в Портимоненсе. След като му изтича контрактът с Бенфика подписва като свободен агент с Вихрен.

## Статистика по сезони
- Спортинг де Лоурел – 1998 / 02 -
- Алверка – 2002/04 – 52 мача и 15 гола
- Белененсеш – 2004/05 – 26 мача и 2 гола
- Жил Висенте – 2005/06 – 24 мача
- Портимоненсе – 2006/07 – 28 мача и 5 гола
- Вихрен – 2007/08 – A група